# Biserica de lemn „Sfântul Nicolae” din Heciul Vechi
Biserica de lemn „Sf. Nicolae” este o biserică amplasată în Heciul Vechi, raionul Sîngerei, Republica Moldova. Este un monument arhitectural de importanță națională inclus în Registrul monumentelor Republicii Moldova ocrotite de stat cu nr. 2441 (raionul Sîngerei). Datează din 1791.